# Święty Antoni Padewski oddaje mnicha pod opiekę NMP
Święty Antoni Padewski oddaje mnicha pod opiekę NMP – obraz namalowany przez włoskiego artystę renesansowego Filippina Lippiego.
Prawdopodobnie obraz powstał na zamówienie klęczącego mnicha. Przy nim stoi św. Antoni Padewski. Obaj przepełnieni są wiarą w objawioną Matkę Bożą. Dziewica trzyma na rękach małego Jezusa i z góry spogląda na mnichów. Jej twarz jest spokojna wręcz melancholiczna a jej postać jest nieproporcjonalnie większa od św. Antoniego i jego protegowanego jakby byli małymi dziećmi. Takie ujęcie tematu było przeciwieństwem do stylu florenckich mistrzów reprezentowanych przez Verrocchia czy Ghirlanda. Madonna, choć jej szaty spoczywają na kwiecistym trawniku w rzeczywistości siedzi na tronie zbudowanym z małych obłoków. Wokół postaci rozciąga się spokojny, liryczny krajobraz podkreślający nastrój przedstawionej sceny.
Obraz został zakupiony przez Karola Pulszky dla muzeum budapeszteńskiego w 1894 od weneckiego marszanda.